# 1998-2004
『1998-2004』は、日本のバンドゆらゆら帝国のベスト・アルバムである。2004年9月16日発売。発売元はユニバーサルミュージック。

## 概要
- 初となるベスト・アルバム。
- ディスク1にはシングル曲を中心に、ディスク2はレアトラックを収録。

## 収録曲
- DISC1、DISC2とも特記無き場合全作詞：坂本慎太郎　全作曲・編曲：ゆらゆら帝国

### DISC1
1. グレープフルーツちょうだい ('04New Version)(3:27)
2. 発光体(3:08)
3. 夜行性の生き物3匹(3:47)
4. ラメのパンタロン(4:23)
5. 午前3時のファズギター (Full Length Version)(3:33)
6. 待ち人(4:30)
7. アイドル ('04New Version)(6:06)
8. すべるバー(2:48)
9. ゆらゆら帝国で考え中 (Single Version)(3:11)
10. 恋がしたい(6:36)
11. ドックンドール(4:17)
12. ズックにロック(4:36)
13. 3×3×3(6:21)
14. 誰だっけ?(2:22)
15. ミーのカー (Single Version)(7:43)
16. 冷たいギフト(6:00)

### DISC2
1. パイオニア (ALTERNATE VERSION)(2:40)
2. グレープフルーツちょうだい (ALTERNATE MIX)(1:38)
3. うそが本当に (ALTERNATE VERSION)(4:18)
4. 恋がしたい (KAORI TAKEDA SOLO VERSION)(6:29)
5. バンドをやってる友だち (DEMO)(3:57)
6. ボーンズ (FUKO&SAKAMOTO DUET VERSION)(4:26)
7. 少年は夢の中 (ALTERNATE MIX)(5:00)
8. 太陽の白い粉 (ALTERNATE MIX)(7:27)
9. イエスタデイ・ワンス・モア(4:38)
作曲：リチャード・カーペンター、ジョン・ベティス
カーペンターズのカバー。リズムとボーカルのみの、原曲とは大きく異なるアレンジが施されている。また、歌詞は坂本によるオリジナルの日本語詞となっている(訳詞ではない)。